# ALSEP

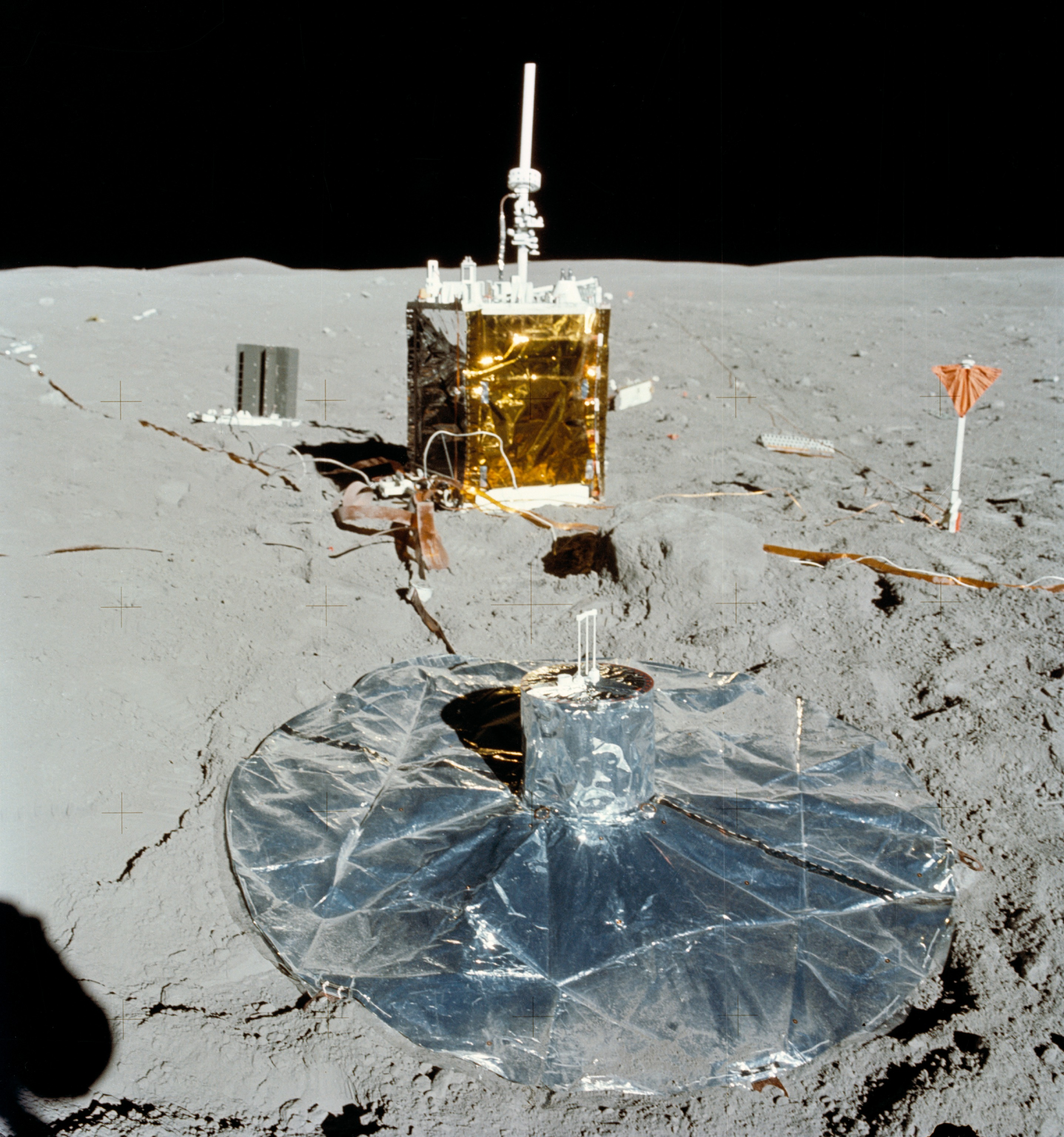
ALSEP, aufgebaut von der Besatzung von Apollo 16; im Vordergrund das PSE, dahinter die Basisstation mit der gut erkennbaren Antenne

Apollo Lunar Surface Experiments Package (ALSEP) war die Bezeichnung für einen modular aufgebauten Gerätekomplex zur Durchführung von wissenschaftlichen Langzeit-Experimenten auf der Mondoberfläche in den Jahren 1969 bis 1977. Die Daten wurden per Telemetrie zur Erde gefunkt.
ALSEPs wurden ab Apollo 12 von allen Apollo-Missionen verwendet, wobei die Zusammensetzung der Experimente variierte. Apollo 11 führte ein einfacheres Gerät mit der Bezeichnung EASEP (Early Apollo Scientific Experiments Package) mit, das aus einem aus Solarzellen versorgten passiven Seismometer (PSEP), Laser-Reflektor (LRRR) und Sonnenwindfolie (SWC) bestand. Das ALSEP von Apollo 13 kam nicht zum Einsatz, weil die Mondlandung kurzfristig aufgegeben werden musste, da durch die Explosion eines Sauerstofftanks das Servicemodul schwer beschädigt wurde und die Mondfähre als Notquartier diente.
Die einzelnen Geräte wurden von verschiedenen Instituten und Forschungseinrichtungen entworfen und gebaut und waren zumeist für eine Lebensdauer von einem bis zwei Jahren ausgelegt. Das ALSEP wurde von den Astronauten in etwa 100 Meter Entfernung von der Mondlandefähre aufgebaut, damit die Geräte nicht durch den Wiederaufstieg der Fähre beschädigt würden. Die gemeinsamen Geräte waren die folgenden:
| Bezeichnung                                                    | Skizze | Bild | Beschreibung |
| -------------------------------------------------------------- | ------ | ---- | --- |
| Basisstation                                                   |        |      | Das Bild zeigt die Zentralstation des ALSEP von Apollo 16. Die Basisstation, das Herz der Anlage, übernahm die gesamte Kommunikation mit der Erde und verteilte Energie an die eigentlichen Geräte. Die Funkverbindung mit der Erde wurde über eine 58 cm lange modifizierte Helical-Antenne, die von den Astronauten manuell zur Erde ausgerichtet wurde, aufrechterhalten. Die bei einem Volumen von knapp 35 l etwa 25 kg schwere, durch Ziehen eines Bolzens auffaltbare Basisstation enthielt die entsprechenden Sender, Empfänger und die Datenaufbereitung. Die Version der Missionen Apollo 12 bis 15 enthielt darüber hinaus noch einen Detektor, um Ablagerungen von Mondstaub zu messen. |
| Radionuklidbatterie RTG: Radioisotope Thermoelectric Generator |        |      | Dargestellt ist der RTG von Apollo 14 mit der Basisstation im Hintergrund. Der RTG nutzte die Zerfallswärme von Plutonium 238, um etwa 70 Watt elektrischer Leistung für den Betrieb der Experimente zu erzeugen. |
| RTG-Behälter                                                   |        |      | Die glühend heiße Kapsel mit den Plutonium-Pellets musste von den Astronauten aus einem außen am Lunar Module befestigten Schutzbehälter in den Generator umgeladen werden. Der Behälter war dafür ausgelegt, eine Explosion am Startort oder einen Wiedereintritt in die Erdatmosphäre zu überstehen, ohne Radioaktivität freizusetzen; im Falle von Apollo 13 erfüllte er diese Funktion. Im Bild probt Edgar Mitchell auf der Erde die Entnahme des Behälters. |

Die wissenschaftlichen Geräte umfassten Seismometer verschiedener Generationen, Magnetometer, Spektrometer, Ionendetektoren, Wärmeflussmessgerät und Staubdetektoren, die mit der Basisstation über Kabel verbunden waren. Hinzu kam in drei Fällen der passive Laserreflektor, in folgenden Zusammenstellungen:
| Bezeichnung                                                                | Skizze | Entwurf | Beschreibung | 11 | 12 | 13 | 14 | 15 | 16 | 17 |
| -------------------------------------------------------------------------- | ------ | --- | --- | -- | -- | -- | -- | -- | -- | -- |
| Laser-Entfernungsmessung                                                   |        | | |    |    |    |    |    |    |    |
| Laser-Retroreflektor LRRR: Laser Ranging Retroreflector                    |        | MIT u. a. | Durch die Messung der Laufzeit eines Laserpulses sind extrem genaue Messungen des Abstandes des Mondes von der Erde möglich. Die LRRRs von Apollo 11 und 14 sind baugleich (oberes Bild), das Gerät von Apollo 15 enthält 300 statt 100 Prismen und wurde von den Astronauten mit dem Rover zu seinem Platz gebracht, erbrachte allerdings nur die gleiche Leistung wie die kleineren Geräte. | x  |    |    | x  | x  |    |    |
| Seismische Experimente                                                     |        | | |    |    |    |    |    |    |    |
| Passives seismisches Experiment PSEP: Passive Seismic Experiment Package   |        | MIT und Columbia University | Das PSEP war ähnlich dem PSE, aber unabhängig, d. h. mit eigener Stromversorgung über Solarzellen, Elektronik und Funkverbindung. Es enthielt darüber hinaus noch einen Staubdetektor, der später auf der Basisstation integriert wurde. Es arbeitete 21 Tage lang. | x  |    |    |    |    |    |    |
| Passives seismisches Experiment PSE: Passive Seismic Experiment            |        | MIT und Columbia University | Das PSE war zur Detektion von Mondbeben, natürlichen wie künstlich ausgelösten, entworfen, um Erkenntnisse über den Tiefenaufbau des Mondes zu erhalten. |    | x  | x  | x  | x  | x  |    |
| Aktives seismisches Experiment ASE: Active Seismic Experiment              |        | Stanford University und USGS | Das ASE ergänzte das PSE um drei Geophone, die in einer Linie von der Basisstation ausgelegt wurden. Daneben umfasste das ASE einen von den Astronauten bedienten „Klopfer“ (Thumper, Bild), der 22 Patronen zur Erzeugung kleiner Schocks enthielt, sowie vier größere Ladungen, die nach dem Verlassen des Mondes ferngezündet wurden. Ziel war die seismische Erkundung der Landestelle in mehrere hundert Meter Tiefe.                                                                          |    |    |    | x  |    | x  |    |
| Seismisches Tiefenexperiment LSPE: Lunar Seismic Profiling Experiment      |        | wie ASE | Das LSPE war eine Weiterentwicklung des ASE mit einem vierten Geophon und stärkeren Ladungen (bis zu 2,5 kg), um eine Tiefe von mehreren Kilometern zu erreichen. Die Ladungen wurden mit Hilfe des Rovers in großer Entfernung ausgelegt und per Funk gezündet. |    |    |    |    |    |    | x  |
| Untersuchungen geladener Teilchen                                          |        | | |    |    |    |    |    |    |    |
| Sonnenwindspektrometer SWS: Solar Wind Spectrometer Experiment             |        | Jet Propulsion Laboratory | Das SWS bestimmte die Eigenschaften und Zusammensetzung des Sonnenwindes und dessen Einfluss auf die Mondumgebung. |    | x  |    |    | x  |    |    |
| Ionendetektor-Experiment SIDE: Suprathermal Ion Detector Experiment        |        | Rice University | Mit dem SIDE wurden verschiedene Eigenschaften positiver Ionen auf dem Mond gemessen. Ziel war, mögliche Interaktionen mit solarem Plasma und die elektrischen Eigenschaften der Mondoberfläche zu bestimmen. |    | x  |    | x  | x  |    |    |
| Cold Cathode Ion Gauge CCIG                                                |        | Das CCIG war zur Bestimmung des extrem niedrigen Drucks der Mondatmosphäre gebaut. Es wurde seitlich (im Bild rechts) mit Kabeln an das SIDE angehängt, da sein starkes Magnetfeld am ursprünglich vorgesehenen Ort im Inneren zu Störungen geführt hätte. | | ①  |    | x  | x  |    |    |    |
| Cold Cathode Gauge Experiment CCGE                                         |        | wie CCIG | Das CCGE war eine eigenständige Version des mit dem SIDE integrierten CCIG, kam aber nicht zum Einsatz. |    |    | x  |    |    |    |    |
| Charged Particle Lunar Environment Experiment CPLEE                        |        | | Das CPLEE maß unmittelbar die Flussdichte geladener Teilchen, insbesondere Elektronen und Ionen aus dem Sonnenwind. |    |    | x  | x  |    |    |    |
| Andere Experimente                                                         |        | | |    |    |    |    |    |    |    |
| Oberflächen- magnetometer LSM: Lunar Surface Magnetometer                  |        | Ames Research Center und Marshall Space Flight Center | Das LSM untersuchte das Magnetfeld des Mondes, um daraus insbesondere die elektrischen Eigenschaften des Untergrundes abzuleiten. Das Experiment erlaubte auch, das Zusammenwirken zwischen solarem Plasma und der Mondoberfläche besser zu verstehen. |    | x  |    |    | x  | x  |    |
| Wärmeflussexperiment HFE: Heat Flow Experiment                             |        | Columbia University | Das HFE bestimmte den Wärmefluss aus dem Mondinneren, um daraus auf dessen Thermalhaushalt, insbesondere die Erwärmung durch radioaktiven Zerfall und möglicherweise einen flüssigen Kern zu schließen. Es bestand im Wesentlichen aus zwei Temperatursensoren, die von den Astronauten je etwa 2,5 m tief eingegraben wurden. |    |    | x  |    | ②  | ③  | x  |
| Atmosphären- zusammensetzung LACE: Lunar Atmosphere Composition Experiment |        | | Das LACE enthielt ein Massenspektrometer, um genauere Rückschlüsse auf die Zusammensetzung der extrem dünnen Mondatmosphäre zu erlauben. Der Thermalschutz stellte sich als ungenügend heraus, was zur Überhitzung des Gerätes und zum Ausfall nach zehn Monaten führte. |    |    |    |    |    |    | x  |
| Lunar Ejecta and Meteorites Experiment LEAM                                |        | | Zweck des LEAM war das Aufspüren sekundärer Partikel, die von Mikrometeoriten beim Einschlag auf den Mond ausgelöst wurden, wie auch der Mikrometeoriten selbst. Der Thermalschutz stellte sich als ungenügend heraus, was zur Überhitzung des Gerätes und zu einer geringen Genauigkeit der Daten führte. |    |    |    |    |    |    | x  |
| Lunar Surface Gravimeter LSG                                               |        | | Das LSG war dafür entworfen, die Schwerkraft des Mondes und eine mögliche zeitliche Veränderung mit hoher Genauigkeit zu bestimmen. Insbesondere erhoffte man sich, Gravitationswellen aufspüren zu können. Aufgrund eines Designfehlers – die Ausgleichsgewichte waren zu wenig präzise für die Schwerebeschleunigung des Mondes ausgelegt, so dass der Feineinstellbereich nicht genügte, um das Gerät zu kalibrieren – erfüllte das LSG seine Funktion aber nur mit erheblichen Einschränkungen. |    |    |    |    |    |    | x  |

Anmerkungen
① versagte nach lediglich 14 Stunden Betrieb

② Die vorgesehene Bohrlochtiefe wurde wegen des unerwartet harten Untergrundes nicht erreicht.

③ Das HFE von Apollo 16 wurde nach dem Aufstellen durch das Herausreißen eines Kabels funktionsunfähig. Ein Reparaturversuch wurde aus Zeitgründen verworfen.
Im Laufe der Zeit kam es zu verschiedenen Ausfällen und Störungen. Insbesondere das LSM, das SIDE sowie das ALSEP von Apollo 14 fielen mehrfach aus. Empfang und Auswertung der ALSEP-Daten wurden am 30. September 1977 eingestellt; zu dieser Zeit war noch knapp die Hälfte der Geräte funktionsfähig. Die Sender der ALSEPs von Apollo 15 und 17 wurden vom JSC weiter für VLBI-Versuche genutzt, bis im Sommer 1978 die Basisstation von Apollo 15 und im darauf folgenden Jahr die von Apollo 17 den Betrieb wegen Erschöpfung der RTGs einstellte. Die drei von den Missionen Apollo 11, 14 und 15 aufgestellten rein passiven Laserreflektoren sind nicht betroffen und werden ebenso wie die beiden ähnlichen Geräte russischer Herkunft (auf den Lunochod-Rovern) nach wie vor für die Messung des Mondabstandes verwendet, siehe Geodäsie.
2011 wurde bekannt, dass eine neue Auswertung der etwa 13000 aufgezeichneten Mondbeben der Seismometer zu neuen Resultaten in Bezug auf das Mondinnere, insbesondere dem Nachweis eines flüssigen Kerns, geführt hatte.